# 1882 au Québec
Cet article traite des événements survenus en 1882 au Québec. 

## Événements

### Janvier
- 13 janvier : l'homme d'affaires Louis-Adélard Senécal discute avec certains dirigeants de l'Intercolonial (chemin de fer Montréal-Québec de la rive sud) de la possibilité de construire un pont entre Québec et la rive sud. Les coûts sont finalement jugés trop élevés[1].
- 19 janvier : le trésorier Joseph Gibb Robertson démissionne du cabinet. Il semble qu'il n'aimait pas l'influence trop grande de Senécal sur le gouvernement Chapleau[2].
- 27 janvier : Jonathan Würtele succède à Robertson au poste de trésorier[3].

### Février
- 2 février : l'ancien ministre de la Milice de John A. Macdonald, Louis-François-Rodrigue Masson, démissionne comme député fédéral de Terrebonne[4].
- 5 février : un mandement de l'archevêque de Québec, Elzéar-Alexandre Taschereau, critique les opposants à l'Université Laval qui reprochent à ses dirigeants de ne pas s'être prononcé franchement contre le Parti libéral. Parmi ses critiques les plus virulents, on pouvait compter l'archevêque de Montréal, Édouard-Charles Fabre, ainsi que l'évêque de Trois-Rivières, Louis-François Laflèche[5].
- 6 février : Jonathan Würtele remporte l'élection partielle de Yamaska[3].
- 25 février : John Jones Ross démissionne à son tour du cabinet Chapleau. Il n'approuve pas la politique des chemins de fer préconisée par le premier ministre[2].

### Mars
- 4 mars : 
  - Joseph-Adolphe Chapleau procède à un remaniement ministériel. Élisée Dionne (en) devient le nouveau commissaire de l'Agriculture et des Travaux publics. Pierre Boucher de la Bruère (en) succède à Ross comme orateur du Conseil législatif[3].
  - le gouvernement Chapleau donne son accord à la vente du chemin de fer Québec, Montréal, Ottawa et Occidental (chemin de fer de la rive nord). La ligne Ottawa-Montréal est vendue au Canadien Pacifique pour la somme de 4 000 000 $. La ligne Montréal-Québec est vendue à un syndicat ayant à sa tête Louis-Adélard Senécal pour la même somme[6].
- 6 mars : le conservateur William Joseph Poupore remporte l'élection partielle de Pontiac[3].
- 8 mars : ouverture de la première session de la 5e législature. Louis-Olivier Taillon devient orateur de la Chambre[3].
- 10 mars : dans son discours sur l'adresse, le chef libéral Joly de Lotbinière refuse de sanctionner la vente du chemin de fer Montréal-Ottawa et accuse le premier ministre Chapleau d'avoir sacrifié Québec à Montréal[7].
- 16 mars : une assemblée à la salle Jacques-Cartier de Québec proteste contre la vente du chemin de fer au Canadien Pacifique[8].
- 27 et 28 mars : répondant à ses détracteurs qui critiquent la vente des lignes de chemins de fer, le premier ministre Joseph-Adolphe Chapleau prononce un discours de plusieurs heures, l'un des plus longs faits à l'Assemblée législative car il occupe près de 90 pages dans les Débats de la législature pour la session de 1882[6].

### Avril
- 1er avril : inauguration du chemin de fer Montréal-Sorel[9].
- 5 avril : la transaction est finalement sanctionnée à l'Assemblée législative par 45 voix contre 14[10].
- 13 avril : un projet de loi créant une loterie nationale est présentée à l'Assemblée législative. Imaginée par le curé Labelle, elle viserait à encourager la colonisation au nord de Saint-Jérôme. La Chambre votera pour le projet mais celui-ci sera rejeté par le Conseil législatif[11].
- 28 avril : le libéral George Washington Stephens accuse Louis-Adélard Senécal d'avoir donné des sommes d'argent à certains députés pour les aider à se faire élire alors qu'il était toujours à l'emploi du gouvernement et exige une enquête à ce sujet. Le conservateur Pierre Garneau propose à la Chambre un amendement pour « censurer Stephens ». L'amendement est adopté[3].

### Mai
- 1er mai : François Langelier est élu maire de Québec contre son adversaire et prédécesseur Jean-Docile Brousseau.
- 15 mai : lors de son discours du budget, Jonathan Würtele annonce un emprunt de 3 000 000 $ devant servir au paiement des subsides votés pour les chemins de fer ainsi qu'à la construction du nouvel Hôtel du Parlement. Il déclare également que, depuis les débuts de la Confédération il y a 15 ans, les recettes du Québec ont été de 29 580 344 $ et les dépenses de 30 295 440 $[12].
- 27 mai : 
  - l'Assemblée législative statue que le traitement des ministres est porté à 4 000 $ par an et celui du premier ministre à 5 000 $[13].
  - la session est prorogée.

### Juin
- 20 juin : le Parti conservateur de John A. Macdonald remporte l'élection générale fédérale avec 139 candidats élus contre 71 pour le Parti libéral. Au Québec, le résultat est de 48 conservateurs et 17 libéraux[14].
- 30 juin : Chapleau abolit le poste de solliciteur général dans son cabinet.

### Juillet
- 12 juillet : Chapleau rencontre Macdonald à Rivière-du-Loup[15].
- 13 juillet : le Canadien Pacifique annonce la construction d'une gare monumentale à Montréal[16].
- 22 juillet : Chapleau, qui devait partir pour un voyage d'affaires en Europe, annonce que son départ est retardé. Les journaux soupçonnent qu'il se passe quelque chose d'important concernant l'avenir du premier ministre au sein du fédéral[17].
- 29 juillet : sollicité par Macdonald pour devenir secrétaire d'État à Ottawa, le premier ministre Joseph-Adolphe Chapleau annonce sa démission. Joseph-Alfred Mousseau, alors député de Bagot, lui succède[3].
- 31 juillet : le gouvernement Mousseau est assermenté. Les ministres sont les mêmes que celui de Chapleau sauf Théodore Paquet remplacé par Jean Blanchet au secrétariat.

### Août
- 2 août : 
  - Chapleau publie un manifeste dans lequel il vante sa politique dans les domaines de l'agriculture, de la colonisation et des chemins de fer. Il y justifie également son entrée en politique fédérale[18].
  - le conservateur Flavien Dupont remporte l'élection partielle fédérale de Bagot à la suite de la démission de Joseph-Alfred Mousseau.
- 10 août : le Grand Tronc achète le chemin de fer Montréal-Sorel[19].
- 12 août : une conflagration dans le village de Saint-Sauveur près de Québec rase une dizaine de maisons et en endommage plusieurs autres. Cinq personnes sont blessées lors de l'effondrement d'une des maisons. Les dégâts sont évalués à 60 000 $[20].
- 14 août : Jean Blanchet est réélu sans opposition dans le district de Beauce[3].
- 16 août : le conservateur Joseph-Adolphe Chapleau remporte l'élection partielle fédérale de Terrebonne à la suite de la démission de Guillaume-Alphonse Nantel.
- 19 août : le conservateur Guillaume-Alphonse Nantel est élu sans opposition dans le district de Terrebonne[3].
- 23 août : début d'une convention forestière à Montréal qui doit discuter du reboisement des terres et de la culture d'arbres précieux au Québec[21].
- 26 août : Joseph-Alfred Mousseau remporte l'élection partielle de Jacques-Cartier[3]..

### Septembre
- 2 septembre : départ de Chapleau pour la France.
- 5 septembre : annonce que le premier ministre John A. Macdonald vient d'acheter une propriété à Rivière-du-Loup afin d'en faire sa résidence d'été.
- 21 septembre : il y a 5 morts et 7 blessés lors de l'explosion de la chaudière du bateau traversier Richelieu, qui faisait la navette entre Châteauguay et Lachine. Le bateau, parti de Châteauguay, était à mi-parcours lorsque l'accident a eu lieu. Le capitaine Pierre Duquette, tué sur le coup a été coupé en deux par la force d'impact. Son fils, tombé dans le fleuve, est disparu[22].
- 23 septembre : le conservateur Charles Champagne démissionne de son siège de Deux-Montagnes[3].

### Octobre
- 15 octobre : une brochure, intitulée Le Pays, La Patrie et Le Grand Homme éditée à Montréal et signée Castor, est distribuée dans les rues de la ville. Il s'agit d'une critique acerbe de Chapleau, de Senécal et de leur politique de chemins de fer. On soupçonne les conservateurs ultramontains d'en être la source[23].
- 21 octobre : le conservateur Benjamin Beauchamp remporte l'élection partielle de Deux-Montagnes[3].
- 26 octobre : le conseil de ville de Montréal discute de la possibilité d'annexer le village d'Hochelaga[24].
- 27 octobre : le conservateur Georges-Raoul-Léotale-Guichart-Humbert Saveuse de Beaujeu remporte l'élection partielle fédérale de Soulanges à la suite de la mort de Jacques-Philippe Lantier.
- 30 octobre : les conservateurs Pierre-Évariste Leblanc et François-Xavier Archambault (en) remportent les élections partielles dans Laval et Vaudreuil[3].
- 31 octobre : 
  - le conservateur Henri-Josué Martin est élu ans opposition dans Bonaventure[3].
  - le conservateur Thomas Linière Taschereau remporte l'élection partielle fédérale de Beauce à la suite de la nomination de Joseph Bolduc au sénat.

### Novembre
- 2 novembre : les scieries Eddy à Hull, qui employaient 1 000 ouvriers, sont réduites en cendres par un incendie. Les pertes sont évaluées à 750 000 $[25]. (Voir Ezra Butler Eddy)
- 16 novembre : Chapleau est de retour à Québec.

### Décembre
- 5 décembre : annonce que le syndicat de Louis-Adélard Senécal a vendu la ligne ferroviaire Montréal-Québec (chemin de fer de la rive nord) au Grand Tronc[26].
- 6 décembre : Joseph-Adolphe Dorion (en) est nommé au Conseil législatif[3].
- 7 décembre : l'indépendant conservateur Édouard Guilbault est réélu dans sa circonscription de Joliette.

## Naissances
- 1er février - Louis St-Laurent (premier ministre du Canada)(† 25 juillet 1973)
- 25 février - Roméo Beaudry (musicien) († 6 mai 1932)
- 24 juin - Athanase David (homme politique) († 26 janvier 1953)
- 10 juillet - Georges Pelletier (journaliste) († 20 janvier 1947)
- 23 juillet - Georges-Ervé Denault (homme politique) († 7 février 1923)
- 24 juillet - Léonide-Nestor-Arthur Ricard (homme politique) († 20 juin 1924)
- 17 septembre - Victor Marchand (homme politique) († 2 juin 1962)

## Décès
- 1er février - Maurice Laframboise (homme de loi)`(º 18 août 1821)
- 25 mars - Charles-René-Léonidas d'Irumberry de Salaberry (militaire) (º 27 août 1820)
- 25 juin - Joseph-David Déziel (personnalité religieuse) (º 21 mai 1806)
- 7 août - Antoine Gérin-Lajoie (écrivain) (º 4 août 1824)
- 15 septembre - Jacques-Philippe Lantier (homme politique) (º 21 juillet 1814)
- 9 décembre - Hugh Allan (homme d'affaires) (º 29 septembre 1810)